# Искра (космический аппарат)
Космические аппараты серии «Искра»: Серия спутников, созданных в студенческом конструкторском бюро «Искра» студентами Московского авиационного института, спутник Искра-4А (Радио-2) стал первым советским студенческим искусственным спутником Земли.

## СКБ «Искра»
Студенческое КБ космической техники "Искра" было  создано в Московском авиационном институте в 1967 году изначально при кафедре "Проектирование и конструкции ЛА" МАИ.
Его целью было создание на любительском уровне (то есть в свободное время и бесплатно) космического спутника. Оно стало первым в СССР вузовским космическим КБ.
Заведующий кафедрой академик АН СССР В.П.Мишин активно поддержал идею создания СКБ, а затем осуществлял общее научное руководство СКБ и был руководителем всего проекта "Искра".
Первым непосредственным научным руководителем СКБ стал профессор кафедры "Проектирование и конструкции ЛА"  Михаил Клавдиевич Тихонравов.

## Процесс создания
С самого начала работ было ясно, что, кроме конструирования собственно спутника, необходимо также разработать наземный радиокомплекс, который будет принимать и обрабатывать сигналы, поступающие со спутника.
В процессе создания было спроектировано восемь модификаций четырех вариантов спутника. Также было построено пять макетов:
- первый был подарен посетившему конструкторское бюро Ю. А. Гагарину;
- второй в 1970 году выставлялся на юбилейной выставке студенческих научных работ, проходившей на ВДНХ. Самым активным на тот момент участникам проекта были вручены медали ВДНХ СССР;
- третий макет в 1977 году можно было увидеть на нескольких выставках: на выставке «Высшее образование в СССР» в Гренобле, в 1978 году в Гаване и на ВДНХ СССР в Москве, где был удостоен бронзовой медали.

Информация о судьбе остальных макетов отсутствует.

### Искра-1
Разработка первого варианта спутника была начата в 1968 году.
Корпус спутника был сделан из пятиугольных пластин, собранных в форме додекаэдра. Он крепился к силовому элементу, выполненному в виде расположенная по оси аппарата трубке, в которой также заключалась система отделения от ракеты-носителя и выдвижная штанга, предназначенная для изменения момента инерции. Минусом такой одноосной системы было то, что хотя спутник и имел возможность ориентироваться относительно Земли и корректно использовать направленные антенны, но он не в состоянии был осуществлять ориентацию на Солнце. Из-за этого панели солнечных батарей пришлось располагать равномерно по всему корпусу.
Имеющееся на тот момент электронное оборудование не могло использоваться в условиях открытого космоса, что породило ещё одну проблему: необходимость герметизации корпуса сделала его чересчур громоздким и тяжёлым. Кроме того поддержание необходимого температурного режима, осуществляемое за счёт внешней окраски корпуса, было весьма ненадёжным и имело большие погрешности.
Несмотря на то что «Искра-1» не был пригоден к запуску, в процессе работы над ним были намечены основные пути дальнейшего развития проекта и выявлены его основные проблемы.

### Искра-2
Вторая модификация разрабатывалась в 1973—1974 годах.
К тому времени было уже доказано, что электронные устройства могли эксплуатироваться в условиях вакуума. Это сняло проблемы герметизации, и одним из основных вопросов стало практическое воплощение этой теории, то есть создание необходимой аппаратуры. В нём приняли участие и студенты Московского энергетического института. Итогом этого сотрудничества стал разработанный в 1973 году проект телеграфной телеметрической УКВ аппаратуры «Телеграф-С».
Корпус «Искры-2» был собран из равносторонних треугольников, аппаратура располагалась на двух текстолитовых платах. В целях дополнительной страховки на спутнике смонтировали ещё один комплект радиотелеметрической аппаратуры, работающей в коротковолновом диапазоне. После отделения спутника от ракеты-носителя автоматически запускалось программно-временное устройство, по командам которого раскрывались антенны КВ диапазона и активировались обе телеметрические системы аппарата.

### Искра-3
Вариант «Искра-3» разрабатывался 1975—1976 годах. Одним из основных усовершенствований аппарата было увеличение площади солнечных батарей почти в 2 раза при сохранении основных его размеров.

### Искра-Н
В 1977 году, в целях упрощения задачи, было принято решение отказаться от идеи автономного спутника и создавать неотделяемый блок, смонтированный на верхней ступени ракеты-носителя для попутного запуска.
Основной проблемой данного этапа стало регулирование перепадов температур в приборном блоке. Первоначальный вариант установки внутреннего оборудования на «Искре-Н» был почти аналогичен решению «Искры-2» и «Искры-3», отличаясь только большей толщиной текстолитовой платы. Однако выросшая в результате такого изменения теплопроводность угрожала сделать проект неработоспособным. В итоге ряда переработок оборудование было плотно скомпоновано в закреплённый на металлической плате моноблок, что кроме минимизации температурных перепадов также дало возможность существенно снизить вес аппарата.
Такое конструктивное решение «Искры-Н» было настолько удачным, что специалисты, проанализировав новые предложения студентов, порекомендовали вернуться к созданию автономного спутника.

### Радио-2 (Искра-4А)
Разработка этой модификации спутника была начата в октябре 1977 года.
На корпусе аппарата установили датчики, дающие возможность измерять тепловые потоки, идущие от Земли и Солнца, а также ориентировать спутник относительно их.
Кроме того на спутнике был установлен ретранслятор РС-1, созданный в Лаборатории космической техники Федерации радиоспорта СССР. (Техническим руководителем проекта являлся неоднократный чемпион СССР по радиоспорту Л. М. Лабутин). Одновременно с радиоретрансляционной аппаратурой в ЛКТ был создан и новый наземный приемно-командный пункт.

## Запуск и эксплуатация спутников
Спутник «Радио-2» был выведен на орбиту 26 октября 1978 года вместе с массогабаритным макетом спутника Метеор-2 (Космос-1045), на котором в качестве неотделяемой полезной нагрузки был установлен радиолюбительский ретранслятор РС-1 (RS-1), изготовленный в Общественной Лаборатории Космической Техники ДОСААФ и радиолюбительским спутником ОКБ МЭИ, не заработавшим после отделения. По сообщению ТАСС этот запуск был посвящён 60-летию Ленинского комсомола.
Основные параметры:
- период обращения — 120,4 минуты;
- максимальное расстояние от поверхности Земли (в апогее) — 1724 км;
- минимальное расстояние от поверхности Земли (в перигее) — 1688 км;
- наклонение орбиты 82,6 градуса.

Спутник «Радио-2» представляет собой негерметичную конструкцию цилиндрической формы диаметром 420 мм, высотой 390 мм и массой 40 кг. Ретранслятор построен по схеме линейного преобразователя сигнала из полосы частот 145.880-145.920 в полосу 29.360-29.400 МГц. Ретранслятор рассчитан на многоканальный свободный доступ. Максимальная выходная мощность ретранслятора 1,5Вт. Чувствительность приемника 0,5 мкВ.
Спутник «Радио-2» проработал на орбите восемь месяцев при расчётных трёх.
17 мая 1982 года с борта орбитальной станции Салют-7 был запущен созданные в СКБ МАИ спутник, объявленный как «Искра-2».